# Luís Ferrando
Luís Ferrando, (Agazzano (PC), 22 de janeiro de 1941) é um bispo católico nascido na Itália e radicado no Brasil. Foi o terceiro bispo de Bragança do Pará.

## Biografia
Nascido na Itália, em Agazzano foi ordenado padre na Diocese de Piacenza-Bobbio em 1 de maio 1965. Dom Luis chegou ao Brasil em 1978 como missionário Fidei Donum da diocese de Piacenza e foi trabalhar na paróquia de Paragominas juntamente com o também italiano padre Luis Carrà. Anos mais tarde assumiu a reitoria do Seminário Menor em Bragança do Pará, foi também vigário geral da diocese. Em 1991 assumiu a reitoria do Seminário Maior da diocese de Bragança em Belém, cargo que ocupou até a sua nomeação como bispo diocesano.
Recebeu a ordenação episcopal em 5 de maio de 1996 pelas mãos do cardeal Hersìlio Tonini, arcebispo emérito de Ravena. Foram co-ordenantes Dom António Mazza e Dom Luciano Monari. Tomou posse em 9 de junho de 1996.
Em 17 de agosto de 2016 o papa Francisco aceitou seu pedido de renúncia por limite de idade. Seu sucessor foi Dom Jesús María Cizaurre Berdonces, OAR.